# Arc de Caracalla (Volubilis)
Pour les articles homonymes, voir arc de Caracalla.
L'arc de Caracalla est un arc de triomphe situé dans le site archéologique de Volubilis, sur le plateau de Volubilis, au Maroc.
Il a été conçu et fut érigé en l'honneur de Caracalla et Julia Domna, en l'an 217.
L'arc est situé au centre de l'ancienne ville de Volubilis.
L'édifice était surmonté d'un char de bronze attelé de six chevaux dont il ne reste aujourd'hui qu'un sabot.